# Мостренко Андрій Петрович
Андрі́й Петро́вич Мостре́нко (нар. 10 січня 1972, Таллінн, Естонська РСР) — український актор театру, кіно та дубляжу, педагог. Заслужений артист України.

## Життєпис
Народився 10 січня 1972 року в Таллінні (Естонська РСР). У дитинстві мріяв бути клоуном. До старших класів у його планах було стати військовим–десантником. Для того він тричі стрибав із парашутом. Термінову службу в армії проходив у НДР.
Повернувшись на батьківщину, у Таллін, пішов на завод слюсарем. Паралельно займався музикою, писав пісні. Грав у музичному гурті «Емануель».
Після того, як батько Андрія вийшов на пенсію, родина переїхала до Миколаївської області (Україна), де вступив до училища культури на режисера масових дійств та заходів, рік провчився на стаціонарі. На конкурсі імені Т. Шевченка отримав першу премію. Далі до них до училища прийшов заслужений артист України Олександр Іванович Кравченко. Він привів Мостренка до директора Українського театру драми та музичної комедії. Так розпочалася його театральна кар'єра. 2002 року закінчив Миколаївську філію Київського університету культури і мистецтв, курс О.Г. Ігнатьєва.
З 1993 по 2006 рік працював у Миколаївському академічному українському театрі драми та музичної комедії, Серед його робіт там: Голохвастов у «За двома зайцями», Дон Хуан у «Науці підкорювати жінок», Іван Карась у «Запорожці за Дунаєм», Генрі Хіггінс в «Моїй чарівній леді» та інші.
З 2007 року – актор Театру драми та комедії на лівому березі Дніпра.
Був голосом українського телеканалу «2+2». З 2008-го почав працювати на дубляжі, з 2009-го – знімається у кіно.

## Ролі у театрі
Миколаївський академічний український театр драми і музичної комедії
- «За двома зайцями» М.Старицького — Голохвастов
- «Наука підкорювати жінок» за п'єсою Г.Фігейредо — Дон Хуан
- «Запорожець за Дунаєм» П.Гулак-Артемівський — Іван Карась
- «Чарівниця» І.Карпенко-Карий — Гнат
- «Моя чарівна леді» Б.Шоу, Ф.Лоу — Генрі Хіггінс
- «Езоп» Г.Фігейредо — Ксанф
- «Потрібен брехун» за п'єсою Д.Псафаса — Паралас
- «Містер Ікс» за оперетою І.Кальмана «Принцеса цирку» — Пелікан
- «Сільва» І.Кальман — Боні

Київський академічний театр драми і комедії на лівому березі Дніпра

## Фільмографія
- 2009 — Повернення Мухтара-5
- 2009 — Чужі душі
- 2010 — Брат за брата
- 2011 — Повернення Мухтара-7
- 2011 — Кохання на два полюси
- 2012 — Донька баяниста
- 2012 — Порох і дріб
- 2012 — Щасливий квиток
- 2013 — Подвійне життя
- 2013 — Жіночий лікар-2
- 2013 — Вбити двічі
- 2014 — Гречанка
- 2014 — Давай поцілуємося
- 2014 — Небезпечне кохання
- 2014 — Злочин у фокусі
- 2014 — Швидка допомога
- 2015 — Закохані жінки
- 2016 — Забудь і згадай
- 2016 — На лінії життя
- 2016 — Не зарікайся
- 2016 — Співачка
- 2016 — Провідниця
- 2017 — Що робить твоя дружина?
- 2017 — Не можу забути тебе
- 2017 — Лінія світла
- 2017 — Коротке слово «ні»
- 2017 — Коли повертається минуле
- 2017 — Заповіт принцеси
- 2018 — Чужі рідні
- 2018 — За законами воєнного часу-2
- 2018 — Віддай мою мрію-2
- 2018 — Один у полі воїн
- 2018 — Любов під мікроскопом
- 2018 — Скарбниця життя
- 2018 — За три дні до кохання
- 2018 — Життя заради кохання
- 2019 — Я теж його кохаю
- 2020 — Чорний ворон
- 2020 — Сонячний листопад
- 2020 — Море співає
- 2020 — Акушерка
- 2020 — Доброволець
- 2022 — Снайпер. Білий ворон
- 2023 — Щедрик
- 2023 — Мирний-21
- 2023 — Батько